# Molitva russkich

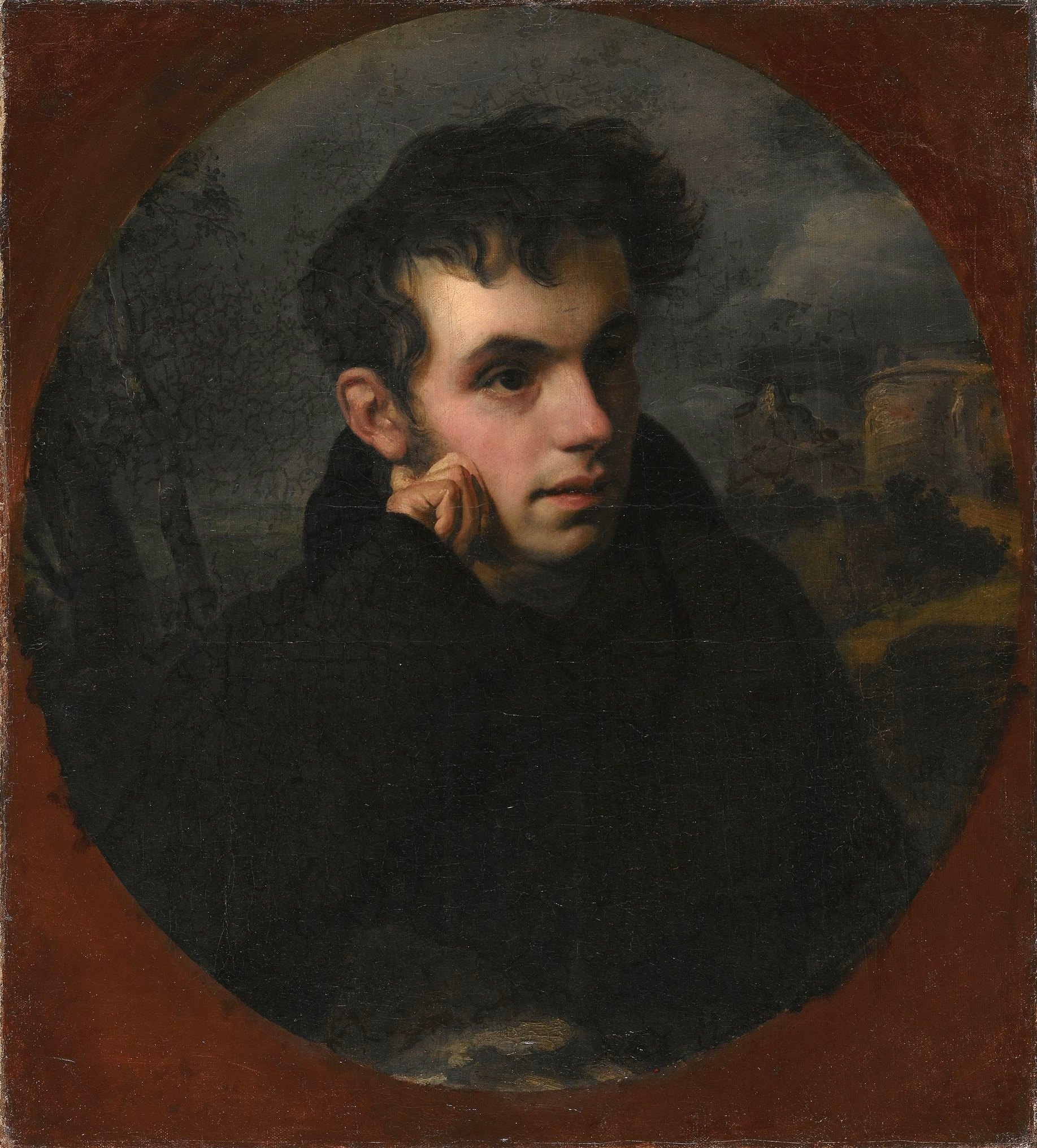
Vasilij Žukovskij, autore dell'inno

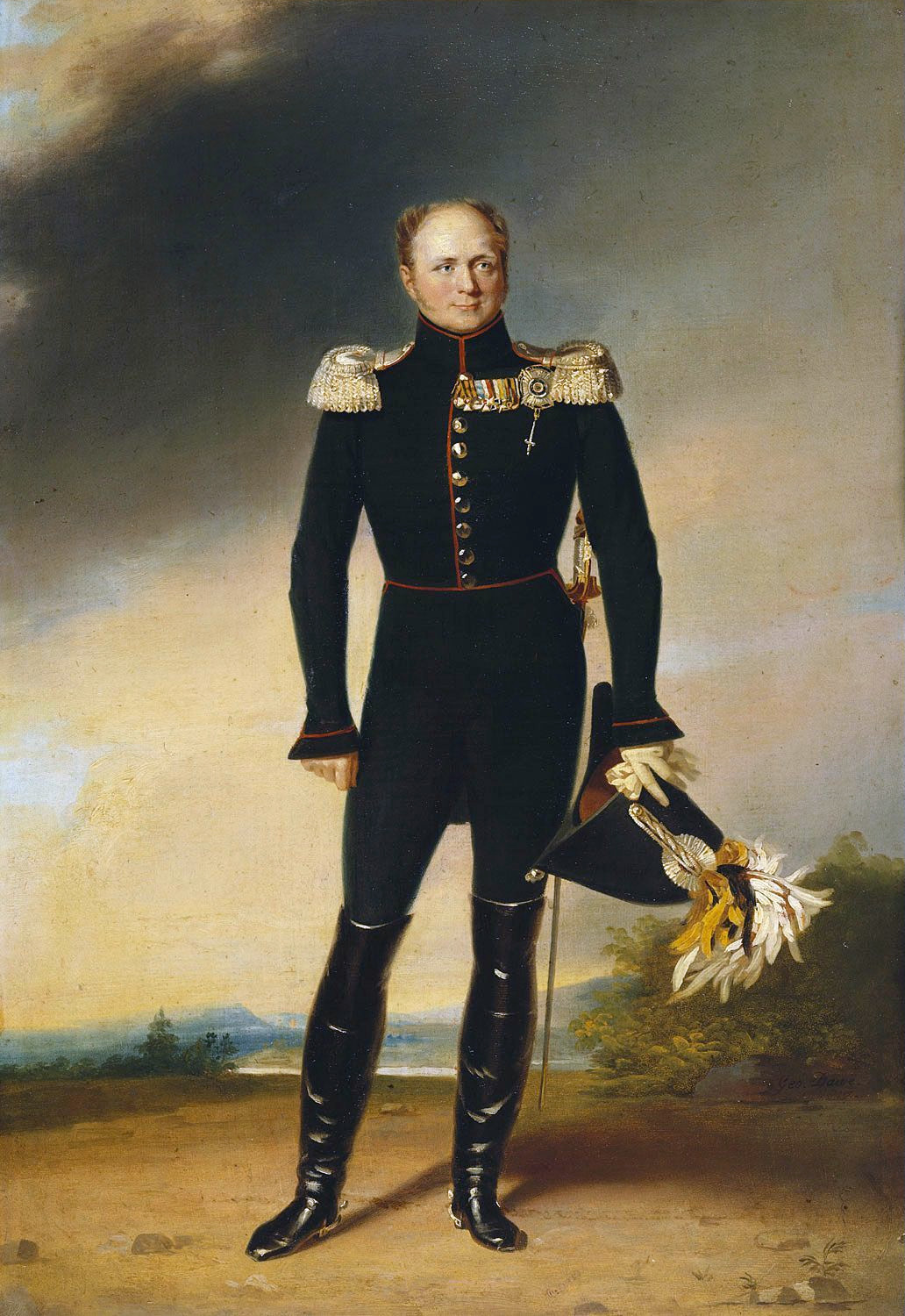
Alessandro I di Russia

Molitva russkich (in russo: Молитва русских, letteralmente: "La preghiera dei russi") fu il canto utilizzato come inno nazionale dell'impero russo dal 1816 al 1833, anno in cui venne sostituito da Bože, Carja chrani!. Il testo venne scritto nel 1816 da Vasilij Žukovskij su commissione dello zar Alessandro I, mentre la musica è la stessa di God save the King.

## Testo
Боже, Царя храни!

Славному долги дни

Дай на земли!

Гордыхъ смирителю,

Слабыхъ хранителю,

Всѣхъ утѣшителю—

Всё ниспошли!
Перводержавную

Русь Православную

Боже, храни!

Царство ей стройное,

Въ силѣ спокойное!

Всё-жъ недостойное

Прочь отжени!
Воинство бранное,

Славой избранное,

Боже, храни!

Воинамъ мстителямъ,

Чести спатителямъ,

Миротворителямъ долгіе дни!
Мирныхъ воителей

Правды блюстителей

Боже, храни!

Жизнь ихъ примѣрную

Нелицемѣрную,

Доблестямъ вѣрную

Ты помяни!
О, Провидѣніе!

Благословеніе

Намъ ниспошли!

Къ благу стремленіе,

Въ счастьѣ смиреніе,

Въ скорби терпѣніе

Дай на земли!
Будь намъ заступникомъ,

Вернымъ сопутникомъ

Насъ провожай!

Свѣтло-прелестная,

Жизнь поднебесная,

Сердцу извѣстная,

сердцу сіяй!

### Traslitterazione
Bože, Carja chrani!

Slavnomu dolgi dni

Daj na zemli!

Gordych’’ smiritelju,

Slabych’’ chranitelju,

Vsěch’’ utěšitelju—

Vsjo nispošli!
Pervoderžavnuju

Rus’ Pravoslavnuju

Bože, chrani!

Carstvo jej strojnoje

V’’ silě spokojnoje

Svjo-ž’’ nedostojnoje

Proč’’ otženi!
Voinstvo brannoje

Slavoj izbrannoje

Bože, chrani!

Voinam’’ mstiteljam’’,

Česti spatiteljam’’,

Mirotvoriteljam’’ 

Dolgije dni!
Mirnych’’ voitelej

Pravdy bljustitelej

Bože, chrani!

Žizn’ ich’’ priměrnuju

Neliceměrnuju,

Doblestjam’’ věrnuju

Ty pomjani!
O, Providěnije!

Blagoslovenije

Nam’’ nispošli!

K’’ blagu stremlenije,

V’’ sčast’ě smirenije,

V’’ skopbi terpěnije

Daj na zemli!
Bud’ nam’’ zestupnikom’’,

Vernym’’ soputnikom’’

Nas’’ provožaj!

Světlo-prelestnaja,

Žizn’ podnebesnaja,

Serdcu izběstnaja,

Serdcu sijaj!